# Baía da Lagoa

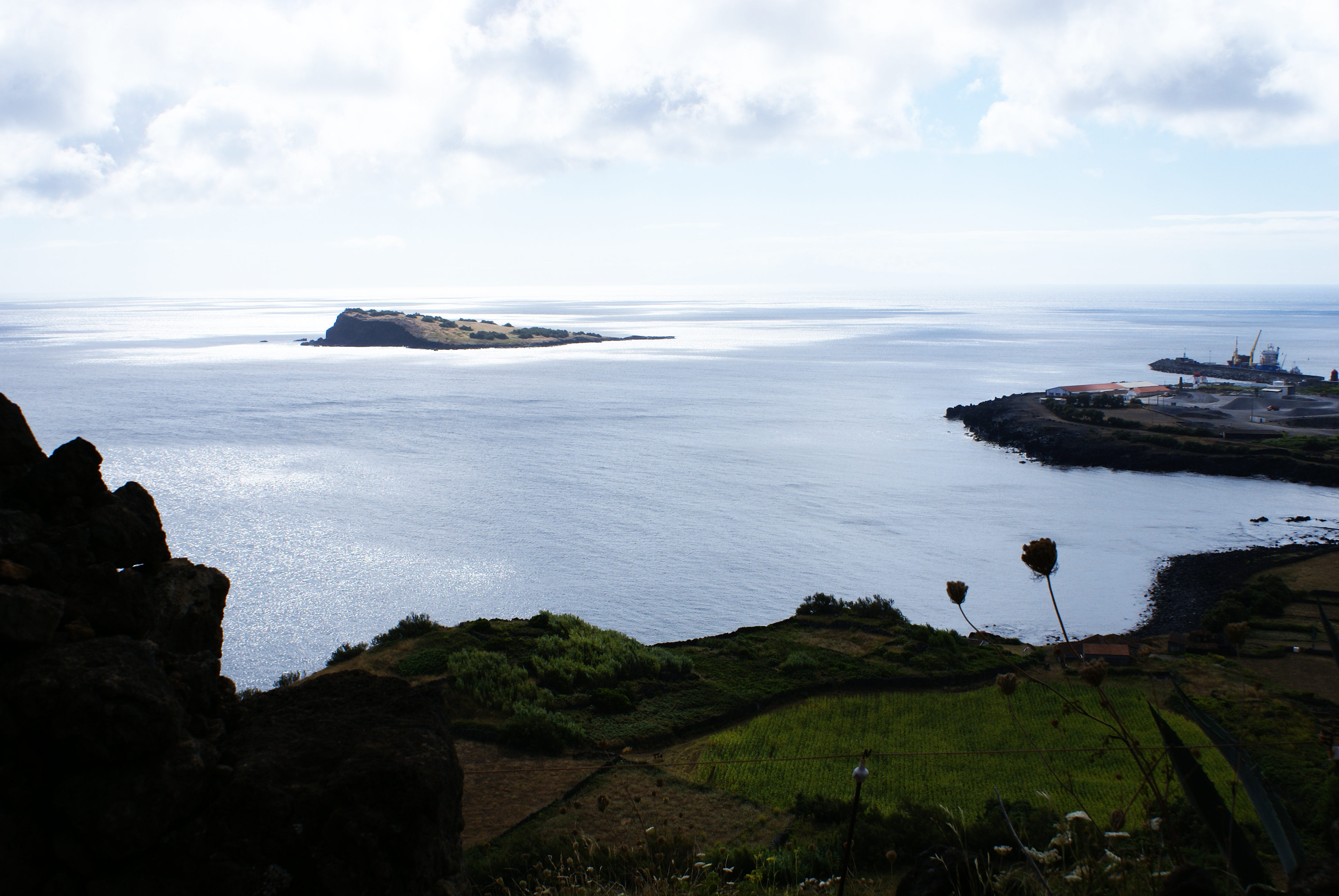
Baía da Lagoa com o ilhéu da Praia como fundo.

A baía da Lagoa é uma baía portuguesa localizada na vila da Praia da Graciosa, concelho de Santa Cruz da Graciosa, ilha Graciosa, Açores.
Esta baía localiza-se frente ao local denominado Rebentão da Lagoa e frente ao Ilhéu da Praia.